# Michel Picard
Michel Daniel Picard (* 7. November 1969 in Beauport, Québec) ist ein ehemaliger kanadischer Eishockeyspieler und -scout, der im Verlauf seiner aktiven Karriere zwischen 1986 und 2009 unter anderem 171 Spiele für die Hartford Whalers, San Jose Sharks, Ottawa Senators, St. Louis Blues, Edmonton Oilers und Philadelphia Flyers in der National Hockey League (NHL) auf der Position des linken Flügelstürmers bestritten hat. Darüber hinaus absolvierte Picard annähernd 950 Partien in der American Hockey League (AHL), wo er zweimal den Calder Cup gewann, und International Hockey League (IHL).

## Karriere
Picard begann seine Karriere bei den Draveurs de Trois-Rivières in der kanadischen Juniorenliga Ligue de hockey junior majeur du Québec (LHJMQ), bevor er beim NHL Entry Draft 1989 als 178. Spieler in der zweiten Runde von den Hartford Whalers aus der National Hockey League (NHL) ausgewählt wurde.
Nachdem er zunächst bei den Binghamton Whalers und den Springfield Indians, zwei Farmteams in der American Hockey League, eingesetzt worden war, absolvierte der Linksschütze in der Saison 1990/91 seine ersten NHL-Einsätze für die Whalers. Zudem erreichte er in dieser Spielzeit mit 56 AHL-Toren den Franchise-Torrekord der Springfield Indians, mit denen er auch den Calder Cup, die Meisterschaft der AHL, gewinnen konnte. In der NHL gelang Picard der Durchbruch jedoch nie, weitere Stationen neben den Hartford Whalers waren die San Jose Sharks, Ottawa Senators, St. Louis Blues, Edmonton Oilers und Philadelphia Flyers. Nur in der Saison 1998/99 stand er dabei für ein NHL-Team, die St. Louis Blues, während der Stanley-Cup-Playoffs auf dem Eis.
Zur Spielzeit 2001/02 unterschrieb der Kanadier einen Vertrag beim Deutschen Meister Adler Mannheim, mit denen er in der ersten Saison die Vizemeisterschaft gewinnen konnte, dann aber zurück nach Nordamerika zu den Grand Rapids Griffins in die AHL wechselte. Ab der Saison 2004/05 spielte Michel Picard bei den Prolab de Thetford Mines in der kanadischen Minor League Ligue Nord-Américaine de Hockey (LNAH), deren Torschützenliste er in jeder seiner ersten drei Spielzeiten, 2007 zudem die ligaweite Torjägerliste, anführte. Nach der Saison 2008/09 beendete der Kanadier schließlich seine aktive Karriere und wurde danach bis zum Sommer 2023 als Scout in der Organisation der St. Louis Blues tätig. Seine getragene Rückennummer 7 wurde im Jahr 2022 von seinem Ex-Team Grand Rapids Griffins gesperrt und daher an keinen anderen Spieler mehr vergeben.

## Erfolge und Auszeichnungen
| - 1989 LHJMQ Second All-Star Team - 1991 Calder-Cup-Gewinn mit den Springfield Indians - 1991 Bester Torschütze der AHL - 1991 AHL First All-Star Team - 1994 AHL Second All-Star Team - 1994 Calder-Cup-Gewinn mit den Portland Pirates - 1995 Teilnahme am AHL All-Star Classic - 1995 AHL First All-Star Team - 1996 Teilnahme am AHL All-Star Classic | - 1997 IHL First All-Star Team - 2002 Deutscher Vizemeister mit den Adler Mannheim - 2003 AHL Second All-Star Team - 2007 Topscorer der LNAH - 2007 Bester Torschütze der LNAH - 2007 Most Valuable Player der LNAH - 2022 Sperrung der Trikotnummer 7 durch die Grand Rapids Griffins - 2025 Aufnahme in die AHL Hall of Fame |

## Karrierestatistik
(Legende zur Spielerstatistik: Sp oder GP = absolvierte Spiele; T oder G = erzielte Tore; V oder A = erzielte Assists; Pkt oder Pts = erzielte Scorerpunkte; SM oder PIM = erhaltene Strafminuten; +/− = Plus/Minus-Bilanz; PP = erzielte Überzahltore; SH = erzielte Unterzahltore; GW = erzielte Siegtore; 1 Play-downs/Relegation; Kursiv: Statistik nicht vollständig)